# Hemicentetes
Hemicentetes là một chi động vật có vú trong họ Tenrecidae, bộ Afrosoricida. Chi này được Mivart miêu tả năm 1871. Loài điển hình của chi này là Ericulus semispinosus G. Cuvier, 1798.

## Hình ảnh

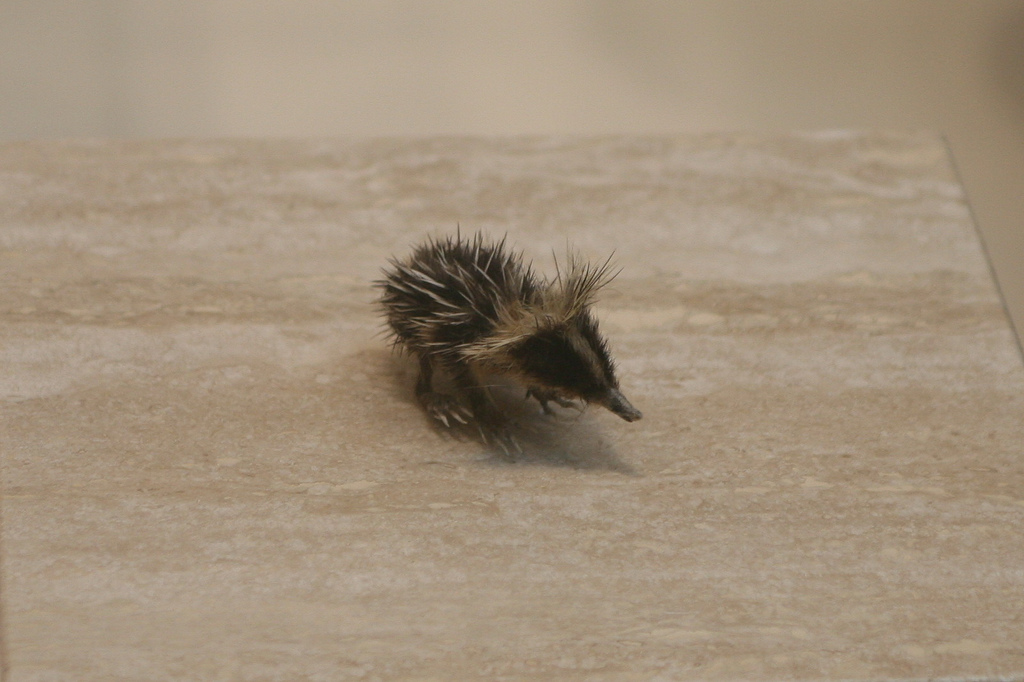

## Các loài
Chi này gồm các loài:
- Hemicentetes nigriceps
- Hemicentetes semispinosus